# راندي بيرشل
راندي بيرشل هو لاعب هوكي جليد كندي، ولد في 2 يوليو 1955 في مونتريال في كندا.

## وصلات خارجية
- راندي بيرشل على موقع EliteProspects.com (الإنجليزية)
- راندي بيرشل على موقع HockeyDB.com (الإنجليزية)
- راندي بيرشل على موقع Hockey-Reference.com (الإنجليزية)